# St. Petersburg Open 2006 - Qualificazioni singolare
Le qualificazioni del singolare  dello  St. Petersburg Open 2006 sono state un torneo di tennis preliminare per accedere alla fase finale della manifestazione. I vincitori dell'ultimo turno sono entrati di diritto nel tabellone principale. In caso di ritiro di uno o più giocatori aventi diritto a questi sono subentrati i lucky loser, ossia i giocatori che hanno perso nell'ultimo turno ma che avevano una classifica più alta rispetto agli altri partecipanti che avevano comunque perso nel turno finale.
Le qualificazioni del torneo St. Petersburg Open 2006 prevedevano 32 partecipanti di cui 4 sono entrati nel tabellone principale.

## Teste di serie
1. Łukasz Kubot (Qualificato)
2. Serhij Stachovs'kyj (ultimo turno)
3. Marin Čilić (Qualificato)
4. Wayne Arthurs (Qualificato)

1. Jurij Ščukin (secondo turno)
2. Michail Ledovskich (primo turno)
3. Peter Wessels (primo turno)
4. Orest Tereščuk (ultimo turno)

## Qualificati
1. Łukasz Kubot
2. Nenad Zimonjić

1. Marin Čilić
2. Wayne Arthurs

## Tabellone

### Legenda
| - Q = Qualificato - WC = Wild card - LL = Lucky loser | - ALT = Alternate - SE = Special Exempt - PR = Protected Ranking | - w/o = Walkover - r = Ritirato - d = Squalificato |

### Sezione 1
|  | Primo turno      | Primo turno      | Primo turno      | Primo turno | Primo turno |  |  | Secondo turno    | Secondo turno    | Secondo turno    | Secondo turno   | Secondo turno   |   |   | Ultimo turno | Ultimo turno | Ultimo turno | Ultimo turno | Ultimo turno |  |
|  |                  |                  |                  |             |             |  |  |                  |                  |                  |                 |                 |   |   |              |              |              |              |              |  |
|  | 1                | Łukasz Kubot     | Łukasz Kubot     | 6           | 6           |  |  |                  |                  |                  |                 |                 |   |   |              |              |              |              |              |  |
|  |                  | Gregorij Muzil   | Gregorij Muzil   | 3           | 2           |  |  | 1                | Łukasz Kubot     | 5                | 6               | 7               |   |   |              |              |              |              |              |  |
|  | Michail Kukuškin | Michail Kukuškin | Michail Kukuškin | 6           | 6           |  |  |                  | Michail Kukuškin | 7                | 4               | 5               |   |   |              |              |              |              |              |  |
|  | Timo Nieminen    | Timo Nieminen    | Timo Nieminen    | 2           | 4           |  |  |                  |                  |                  |                 |                 |   |   | 1            | Łukasz Kubot | Łukasz Kubot | 6            | 6            |  |
|  | Evgenij Kirillov | Evgenij Kirillov | Evgenij Kirillov | 6           | 6           |  |  |                  |                  |                  | Denis Macukevič | Denis Macukevič | 4 | 2 |              |              |              |              |              |  |
|  | Ervin Eleskovic  | Ervin Eleskovic  | Ervin Eleskovic  | 4           | 2           |  |  | Evgenij Kirillov | Evgenij Kirillov | Evgenij Kirillov | 2               | 3r              |   |   |              |              |              |              |              |  |
|  |                  | Denis Macukevič  | 6                | 3           | 6           |  |  | Denis Macukevič  | Denis Macukevič  | Denis Macukevič  | 6               | 3               |   |   |              |              |              |              |              |  |
|  | 7                | Peter Wessels    | 3                | 6           | 3           |  |  |                  |                  |                  |                 |                 |   |   |              |              |              |              |              |  |

### Sezione 2
|  | Primo turno      | Primo turno         | Primo turno      | Primo turno | Primo turno |  |  | Secondo turno | Secondo turno       | Secondo turno  | Secondo turno  | Secondo turno  |   |   | Ultimo turno | Ultimo turno        | Ultimo turno        | Ultimo turno | Ultimo turno |  |
|  |                  |                     |                  |             |             |  |  |               |                     |                |                |                |   |   |              |                     |                     |              |              |  |
|  | 2                | Serhij Stachovs'kyj | 5                | 7           | 6           |  |  |               |                     |                |                |                |   |   |              |                     |                     |              |              |  |
|  |                  | Vladimir Volčkov    | 7                | 6           | 4           |  |  | 2             | Serhij Stachovs'kyj | 6              | 4              | 6              |   |   |              |                     |                     |              |              |  |
|  | Evgenij Smirnov  | Evgenij Smirnov     | Evgenij Smirnov  | 7           | 6           |  |  |               | Evgenij Smirnov     | 2              | 6              | 2              |   |   |              |                     |                     |              |              |  |
|  | Matwé Middelkoop | Matwé Middelkoop    | Matwé Middelkoop | 613         | 4           |  |  |               |                     |                |                |                |   |   | 2            | Serhij Stachovs'kyj | Serhij Stachovs'kyj | 4            | 4            |  |
|  | Nenad Zimonjić   | Nenad Zimonjić      | Nenad Zimonjić   | 6           | 6           |  |  |               |                     |                | Nenad Zimonjić | Nenad Zimonjić | 6 | 6 |              |                     |                     |              |              |  |
|  | Dmitrij Sitak    | Dmitrij Sitak       | Dmitrij Sitak    | 4           | 4           |  |  |               | Nenad Zimonjić      | Nenad Zimonjić | 6              | 6              |   |   |              |                     |                     |              |              |  |
|  | 5                | Jurij Ščukin        | 63               | 7           | 6           |  |  | 5             | Jurij Ščukin        | Jurij Ščukin   | 3              | 4              |   |   |              |                     |                     |              |              |  |
|  |                  | Pavel Ivanov        | 7                | 6           | 2           |  |  |               |                     |                |                |                |   |   |              |                     |                     |              |              |  |

### Sezione 3
|  | Primo turno     | Primo turno     | Primo turno     | Primo turno | Primo turno |  |  | Secondo turno | Secondo turno   | Secondo turno   | Secondo turno  | Secondo turno |      |    | Ultimo turno | Ultimo turno | Ultimo turno | Ultimo turno | Ultimo turno |  |
|  |                 |                 |                 |             |             |  |  |               |                 |                 |                |               |      |    |              |              |              |              |              |  |
|  | 3               | Marin Čilić     | Marin Čilić     | 6           | 6           |  |  |               |                 |                 |                |               |      |    |              |              |              |              |              |  |
|  |                 | David Škoch     | David Škoch     | 2           | 0           |  |  | 3             | Marin Čilić     | Marin Čilić     | 6              | 6             |      |    |              |              |              |              |              |  |
|  | Viktor Bruthans | Viktor Bruthans | Viktor Bruthans | 6           | 6           |  |  |               | Viktor Bruthans | Viktor Bruthans | 4              | 2             |      |    |              |              |              |              |              |  |
|  | Riccardo Ghedin | Riccardo Ghedin | Riccardo Ghedin | 4           | 1           |  |  |               |                 |                 |                |               |      |    | 3            | Marin Čilić  | 2            | 7            | 7            |  |
|  | Artur Černov    | Artur Černov    | Artur Černov    | 6           | 6           |  |  |               |                 | 8               | Orest Tereščuk | 6             | 6(1) | 68 |              |              |              |              |              |  |
|  | Pavel Čechov    | Pavel Čechov    | Pavel Čechov    | 4           | 2           |  |  |               | Artur Černov    | Artur Černov    | 2              | 1             |      |    |              |              |              |              |              |  |
|  | 8               | Orest Tereščuk  | Orest Tereščuk  | 7           | 6           |  |  | 8             | Orest Tereščuk  | Orest Tereščuk  | 6              | 6             |      |    |              |              |              |              |              |  |
|  |                 | Lovro Zovko     | Lovro Zovko     | 63          | 4           |  |  |               |                 |                 |                |               |      |    |              |              |              |              |              |  |

### Sezione 4
|  | Primo turno          | Primo turno          | Primo turno          | Primo turno | Primo turno |  |  | Secondo turno | Secondo turno        | Secondo turno | Secondo turno | Secondo turno |   |   | Ultimo turno | Ultimo turno  | Ultimo turno | Ultimo turno | Ultimo turno |  |
|  |                      |                      |                      |             |             |  |  |               |                      |               |               |               |   |   |              |               |              |              |              |  |
|  | 4                    | Wayne Arthurs        | Wayne Arthurs        | 6           | 6           |  |  |               |                      |               |               |               |   |   |              |               |              |              |              |  |
|  |                      | Michail Elgin        | Michail Elgin        | 4           | 3           |  |  | 4             | Wayne Arthurs        | 6             | 64            | 7             |   |   |              |               |              |              |              |  |
|  | Aisam-ul-Haq Qureshi | Aisam-ul-Haq Qureshi | Aisam-ul-Haq Qureshi | 6           | 6           |  |  |               | Aisam-ul-Haq Qureshi | 3             | 7             | 65            |   |   |              |               |              |              |              |  |
|  | Vadim Davletšin      | Vadim Davletšin      | Vadim Davletšin      | 3           | 4           |  |  |               |                      |               |               |               |   |   | 4            | Wayne Arthurs | 68           | 7            | 6            |  |
|  | Andis Juška          | Andis Juška          | Andis Juška          | 6           | 6           |  |  |               |                      |               | Andis Juška   | 7             | 5 | 2 |              |               |              |              |              |  |
|  | Vladislav Bondarenko | Vladislav Bondarenko | Vladislav Bondarenko | 4           | 4           |  |  | Andis Juška   | Andis Juška          | Andis Juška   | 6             | 7             |   |   |              |               |              |              |              |  |
|  |                      | Serhij Bubka         | Serhij Bubka         | 7           | 6           |  |  | Serhij Bubka  | Serhij Bubka         | Serhij Bubka  | 0             | 6(1)          |   |   |              |               |              |              |              |  |
|  | 6                    | Michail Ledovskich   | Michail Ledovskich   | 64          | 3           |  |  |               |                      |               |               |               |   |   |              |               |              |              |              |  |